# 阿蓮娜·列奧諾娃
阿蓮娜·列奧諾娃（俄语：Алёна Игоревна Леонова，1990年11月23日—），生于莫斯科，是俄罗斯女子花样滑冰运动员。曾获得2012年世界花样滑冰锦标赛女子单人滑亚军以及2015年冬季世界大學運動會花样滑冰女子单人滑冠军。